# Luke's Late Lunchers
Luke's Late Lunchers er en amerikansk stumfilm fra 1916.

## Medvirkende
- Harold Lloyd som Luke
- Snub Pollard
- Bebe Daniels
- Sammy Brooks
- Billy Fay